# Domenico Acclavio
Domenico Acclavio (Taranto, 1762 – Portici, 1828) è stato un magistrato e politico italiano.

## Biografia
Nel 1789 ricevette dal governo napoletano incarichi di notevole importanza, tra i quali quello di Visitatore Economico in varie province. Successivamente, in età napoleonica, fu nominato da Gioacchino Murat intendente della Provincia di Lecce e Vice Procuratore Generale della Corte d'Appello di Altamura, trasferita poi a Trani dal ripristinato regno borbonico (1815). Acclavio fu intendente in Terra d'Otranto durante un periodo turbolento in cui l'autorità dello stato era minata dalle lotte fra società segrete (Carboneria e Calderari) e dal brigantaggio. La gravità del problema richiese l'intervento dell'esercito.
Fu inoltre Ministro dell'interno; morì a Napoli mentre era Presidente della Corte Suprema della città.
La ricca biblioteca che Domenico Acclavio possedeva, fu donata dal figlio Pietro Acclavio alla città di Taranto, e costituì il primo nucleo della biblioteca civica intitolata all'illustre giurista.